# ISDN (альбом)
ISDN (в пер. с англ. Integrated Services Digital Network — цифровая сеть с интеграцией служб) — альбом электронного дуэта The Future Sound of London, выпущенный 2 разными изданиями в 1994 и 1995 годах. Альбом состоит из различных живых вещаний, которые передавались группой на радиостанции по всему миру по каналам ISDN, которые в те времена были относительно новой технологией.

## Обзор
Стилистически, запись отчасти содержит эмбиент из предыдущих работ, но также использует и элементы хип-хопа, трип-хопа, а также эйсид-джаза.
У двух версий альбома различаются списки композиций и обложки. У ограниченного издания, выпущенного в декабре 1994 года тиражом в 10 000 копий, чёрная обложка. У более позднего издания, которое впервые увидело свет в июне 1995 года, она белая с надписью, выполненной чёрным шрифтом, и отличный список композиций.
В альбоме встречаются многочисленные упоминания нескольких фильмов как, например, в композиции «Eyes Pop — Skin Explodes — Everybody Dead» слышна речь J. Frank Parnell из Конфискатора, а в «It’s My Mind That Works» Миллер из того же фильма говорит «You know how everybody’s into weirdness right now» и «It’s all part of a cosmic unconsciousness». Также в треке «The Far Out Son Of A Lung And The Ramblings Of A Madman» присутствуют семплы из фантастического фильма Чужие, а в треке «Appendage» Бишоп произносит: «Неплохо для человека» (англ. Not bad for human [being]). Также на протяжении всего альбома разбросаны семплы из фильмов «Побег из Нью-Йорка», «Хищник» и «Изгоняющий дьявола 2».

## Список композиций

### Ограниченное издание
1. «Just a Fuckin Idiot» — 5:39
2. «The Far Out Son Of Lung and the Ramblings of a Madman» — 4:29
3. «Appendage» — 2:26
4. «Slider» — 7:22
5. «Smokin Japanese Babe» — 4:59
6. «You’re Creeping Me Out» — 6:32
7. «Eyes Pop — Skin Explodes — Everybody Dead» — 3:45
8. «It’s My Mind That Works» — 3:25
9. «Dirty Shadows» — 6:15
10. «Tired» — 6:32
11. «Egypt» — 4:11
12. «Are They Fightin Us» — 6:23
13. «Hot Knives» — 3:20
14. «A Study Of Six Guitars» — 4:13
15. «An End of Sorts» — 5:26

### 2-е издание
1. «Just a Fuckin Idiot» — 5:39
2. «The Far Out Son Of Lung and the Ramblings of a Madman» — 4:29
3. «Appendage» — 2:26
4. «Slider» — 7:22
5. «Smokin Japanese Babe» — 4:59
6. «You’re Creeping Me Out» — 6:32
7. «Eyes Pop — Skin Explodes — Everybody Dead» — 3:45
8. «It’s My Mind That Works» — 3:25
9. «Dirty Shadows» — 6:15
10. «Tired» — 6:32
11. «Egypt» — 4:11
12. «Kai» — 4:24
13. «Amoeba» — 5:21
14. «A Study Of Six Guitars» — 4:13
15. «Snake Hips» — 5:52

### Виниловое издание
1. «Just a Fuckin Idiot» — 5:39
2. «The Far Out Son Of Lung and the Ramblings of a Madman» — 4:29
3. «Appendage» — 2:26
4. «Slider» — 7:22
5. «Smokin Japanese Babe» — 4:59
6. «You’re Creeping Me Out» — 6:32
7. «Eyes Pop — Skin Explodes — Everybody Dead» — 3:45
8. «It’s My Mind That Works» — 3:25
9. «Dirty Shadows» — 6:15
10. «Tired» — 6:32
11. «Egypt» — 4:11
12. «Are They Fightin Us» — 6:23
13. «Kai» — 4:24
14. «Amoeba» — 5:21
15. «A Study Of Six Guitars» — 4:13
16. «Snake Hips» — 5:52

## Над диском работали
- Написан и спродюсирован The Future Sound of London.
- Звукорежиссёры Yage для EBV.
- Записан на студии Earthbeat Studios в Лондоне в 1995 во время различных передач по ISDN
- Гитарная мелодия «Dirty Shadows» взята из живого выступления FSOL с Робертом Фриппом на Radio 1 FM 14.05.1994.
- Обработанный циклический акустический бас из альбома Cavatina в исполнении гитариста Джона Уильямса применён в «Smokin Japanese Babe» и «Are They Fightin Us».
- «Snake Nips» содержит семпл горна из «Vegas El Bandito», а также повторяющуюся перкуссию из «Kundalini» в исполнении 23 Skidoo.
- «Hot Knives» основан на треке «Chile Of The Bass Generation», исполненном Mental Cube.